# Àlex Soler-Roig i Janer
Àlex Soler-Roig i Janer   (Barcelona, 29 d'octubre de 1931) és un antic pilot de Fórmula 1 català. És cunyat dels també pilots Josep Maria i Xavier Juncadella.

## Biografia
Fill d'un conegut cirurgià català, Àlex Soler-Roig va començar a competir molt tard al món de l'automobilisme, ja que amb l'edat de 35 anys tot just participava en el campionat de Fórmula 2 de l'any 1967.
Anteriorment havia guanyat dues vegades el Trofeu Nuvolari al Circuit de Montjuïc, els anys 1958 i 1959.

L'any 1968 va aconseguir la victòria a les 6 hores del Jarama tornant-se al volant d'un Porsche amb Jochen Rindt, futur campió de la Fórmula 1. Amb Rindt també van compartir volant als 1000 km. de Buenos Aires del 1970 on van acabar segons. Gràcies a la seva amistat amb Rindt, Soler-Roig va aconseguir que l'escuderia Lotus li deixés un cotxe amb el qual va intentar classificar-se, sense aconseguir-ho, a tres grans premis del mundial del 1970 (que obtindria el seu amic Jochen Rindt de forma póstuma).
A pesar dels pobres resultats, l'any 1971, l'escuderia March li va oferir un dels seus cotxes per córrer el mundial des del principi i amb Ronnie Peterson com a cap de files. A la primera prova, el Gran Premi d'Àfrica del Sud va classificar-se per disputar la carrera però va haver d'abandonar a la cinquena volta per problemes de motor. Al Gran Premi d'Espanya (que es va córrer a Montjuïc), va poder ferr 46 voltes i a la cursa disputada a Zandvoort (Gran Premi dels Països Baixos) va poder fer 57 voltes abans d'abandonar. Després de l'abandonament a la 4a volta del Gran Premi de França al Paul Ricard, va quedar fora de l'equip.
L'any 1972 va aconseguir una plaça a l'escuderia BRM, per córrer amb Peter Gethin i Jean-Pierre Beltoise. Al Gran Premi de l'Argentina va xocar a la primera volta amb Gethin i al Gran Premi d'Espanya que es va córrer al Circuit de Jarama es va accidentar a la sisena volta.
Els dos anys que va estar a la Fórmula 1 es va proclamar campió d'Espanya de turismes, participant també al campionat d'Europa.